# Chloromachia albisparsa
Chloromachia albisparsa är en fjärilsart som beskrevs av Walker 1861. Chloromachia albisparsa ingår i släktet Chloromachia och familjen mätare. Inga underarter finns listade i Catalogue of Life.